# Жердь (Архангельська область)
Жердь (рос. Жердь) — село в Мезенському районі Архангельської області Російської Федерації.
Населення становить 185 осіб. Органом місцевого самоврядування до 2021 року Жердське муніципальне утворення.

## Історія
Від 1937 року належить до Архангельської області.
Від 2004 року належить до муніципального утворення Жердське муніципальне утворення.

## Населення
| 2002 | 2010 | 2012 |
| ---- | ---- | ---- |
| 292  | ↘171 | ↗185 |